# Lazar Tomanović
Lazar Tomanović (cyr. Лазар Томановић; ur. w 1845 roku w Lepetane, zm. w listopadzie 1932 roku) – czarnogórski polityk i prawnik, premier Czarnogóry.

## Życiorys
Urodził się we wsi Lepetane położonej nad Zatoką Kotorską. Uczęszczał do szkół w Zadarze i w Nowym Sadzie. Studiował prawo na uniwersytetach w Budapeszcie i w Grazu, a w 1874 roku doktoryzował się w Grazu. Praktykę sądową odbywał w Kotorze, a adwokacką w Cetynii. Był redaktorem gazety Głos Czarnogórców (Glas Crnogoraca). Od 1903 roku do 1907 roku był przewodniczącym Sądu Najwyższego. Od 17 kwietnia 1907 do 19 czerwca 1912 był premierem najpierw Księstwa Czarnogóry, a następnie Królestwa Czarnogóry. Jednocześnie był szefem czarnogórskiej dyplomacji. W późniejszych latach był także ministrem spraw wewnętrznych i zastępcą ministra sprawiedliwości. 19 kwietnia 1920 odszedł na emeryturę.

## Niektóre publikacje
- „Piotr II jako władca” (Петар II Петровић Његош као владалац) (1896)
- „Z powodu aneksji Bośni i Hercegowiny” (Поводом анексије Босне и Херцеговине) (1909)
- „Z mojego ministrowania” (Из мог министровања) (1921)